# Apamea semiochrea
Apamea semiochrea là một loài bướm đêm trong họ Noctuidae.